# Gene Sharp
Gene Sharp (North Baltimore, 21 de janeiro de 1928 — Massachusetts, 28 de janeiro de 2018) foi um professor emérito de ciências políticas da Universidade de Massachusetts Dartmouth.
É conhecido por seu extenso trabalho sobre luta não-violenta, que tem influenciado várias resistências anti-governamentais ao redor do mundo.

## Biografia
Sharp nasceu em North Baltimore, Ohio, filho de um ministro protestante. Graduou-se em Ciências Sociais em 1949 e completou seu mestrado em Sociologia em 1951, pela Universidade do Estado de Ohio. Em 1953-54, Sharp foi preso por nove meses e dez dias após negar seu recrutamento para a Guerra da Coreia. Ele discutiu sua decisão de ir para a prisão com Albert Einstein, que escreveu uma introdução para seu primeiro livro. Trabalhou como operário, guia de um cego e secretário de A. J. Must, líder pacifista norte-americano. Entre 1955 e 1958 foi editor assistente da Peace News (Londres), um jornal pacifista semanal. Nos próximos dois anos ele estudou e pesquisou em Oslo, com o professor Arne Næss, que trabalhou com Johan Galtung estudando os escritos de Mahatma Gandhi, dando origem ao 'Styagraha Norms'. Em 1968 completou seu doutorado em Filosofia Política na Universidade de Oxford.
Sharp é professor de Ciências Políticas na Universidade de Massachussetts Dartmouth desde 1972. Simultaneamente desenvolve pesquisas no Centro Internacional de Negócios da Universidade de Harvard desde 1965. Em 1983 fundou o Instituto Albert Einstein, uma organização sem fins lucrativos que visa produzir estudos e promover o uso da ação não-violenta em conflitos ao redor do mundo. O Instituto Albert Einstein receberia contribuições da Ford Foundation, do Instituto Republicano Internacional, da National Endowment for Democracy, assim como da RAND Corporation e da Ford Foundation.
Morreu 1 semana após completar 90 anos, em 28 de janeiro de 2018 no estado dos Estados Unidos (Massachusetts).

## Prêmios
Gene Sharp foi nomeado três vezes ao Prêmio Nobel da Paz, em 2009, 2012 e 2013. Sharp foi amplamente considerado o favorito ao prêmio em 2012.  Em 2011 ganhou o prêmio El-Hibri Peace Education Prize. Em 2012 recebeu os prêmios Prêmio Right Livelihood (que também é conhecido como Prêmio Nobel Alternativo) e Distinguished Lifetime Democracy Award.

## Influência controversa
A cobertura jornalística a respeito da possível influência do trabalho de Gene Sharp na revolução egípcia de 2011, produziu reação de alguns blogueiros egípcios. Um deles, o jornalista Hossam el-Hamalawy, afirmou que "Não só apenas a odiada e desprezada política externa de Mubarak pelo povo egípcio, mas paralelos sempre foram traçadas entre a situação do povo egípcio e seus irmãos e irmãs palestinos. Estes últimos teriam sido o principal fonte de inspiração, não o trabalho de Gene Sharp, cujo nome eu ouvi pela primeira vez na minha vida só em fevereiro, depois que da derrubada Mubarak...". Já, outro escritor e ativista egípcio Karim Alrawi, argumenta que os escritos de Gene Sharp tiveram alguma influência sobre a mudança de regime ocorrida. Ele define o trabalho de Sharp como algo que carrega forte teor ético, bem como ao fato de Sharp deliberadamente evitar se envolver diretamente com movimentos eventualmente influenciados por ele, creditando às circunstâncias locais e, no caso egípcio, o detonador inicial ao sucesso da revolução tunisiana. Dalia Ziada, uma blogueira egípcia e ativista disse que as traduções de trechos da obra do Sr. da Sharp em árabe, com sua mensagem de "atacar as fraquezas dos ditadores" também tiveram sua influência. Ahmed Maher um líder do grupo "Democracia 6 de abril", no documentário "Como Iniciar uma Revolução", declarou que "os livros de Gene Sharp tiveram um grande impacto", junto com outras influências. A Associated Press no início de setembro 2010, mais de quatro meses antes da revolução, informava que o trabalho de Gene Sharp estava sendo usado por ativistas no Egito, que eram próximos ao líder político Mohammed El Baradei. Finalmente, o New York Times relatou que o livro da Sharp da ditadura para a democracia tinha sido publicado pela Irmandade Muçulmana em seu site durante a revolução egípcia de 2011.

## Críticas
Gene Sharp foi acusado de ter ligações fortes com uma variedade de instituições governamentais norte-americanas, incluindo a CIA, o Pentágono e conhecidas instituições neoconservadoras relacionadas ao partido republicano dos EUA, como os já citados acima, Instituto Republicano Internacional e a Corporação RAND, entre outras. A Rede Voltaire acusou a Sharp e o Albert Einstein Institution de apenas promover a desestabilização em países não alinhados com os interesses dos EUA, no contexto das chamadas Revoluções coloridas.
Depois de um período desses ataques sustentados em junho de 2008, uma carta foi divulgado pelos EUA e baseada internacionalmente acadêmicos e ativistas, incluindo notáveis escritores de esquerda como Noam Chomsky e Howard Zinn defendendo o trabalho de Gene Sharp e do Albert Einstein Institution. Um trecho desta carta:
"Ao invés de ser uma ferramenta do imperialismo, a pesquisa e os escritos do Dr. Sharp tem inspirado gerações de pacifistas, progressistas, sindicalistas, feministas, ativistas dos direitos humanos, ambientalistas e ativistas de justiça social nos Estados Unidos e ao redor do mundo.

O Albert Einstein Institution nunca recebeu nenhum dinheiro de nenhum governo ou entidade financiada pelo governo americano. Nem o Dr. Sharp ou o Albert Einstein Institution colaboram com a CIA, ou qualquer órgão do governo dos EUA ou agências financiadas por estes, nem tem o Dr.Sharp ou o Albert Einstein Institution fornecido qualquer apoio financeiro ou logístico a quaisquer grupos de oposição, em qualquer país, ou tomado partido em conflitos políticos ou se envolvido em planejamento estratégico com qualquer grupo.

O Albert Einstein Institution opera com um orçamento muito escasso, com uma equipe composta por duas pessoas - o próprio Dr. Sharps e uma jovem administradora - sendo totalmente incapazes de realizar as intrigas estrangeiras de que tem sido falsamente acusados.